# Helsinge
Helsinge – miasto w Danii, w regionie Stołecznym, w gminie Gribskov.